# A Question of Lust
| Recensione | Giudizio |
| ---------- | -------- |
| AllMusic   |          |

A Question of Lust è un singolo del gruppo musicale britannico Depeche Mode, pubblicato il 14 aprile 1986 come secondo estratto dal quinto album in studio Black Celebration.

## Descrizione
È il secondo singolo in carriera dei Depeche Mode ad essere cantato da Martin Gore dopo Somebody.
Il brano strumentale sul lato B intitolato Christmas Island, scritto da Gore e Alan Wilder, fu usato come pezzo introduttivo durante il Black Celebration Tour.
Il brano è stato successivamente inserito nella raccolta The Singles 86-98 (1998), mentre una versione remixata è stata inclusa in Remixes 81-04 (2004).

## Video musicale
Il video fu diretto da Clive Richardson e segna l'ultimo episodio della collaborazione fra la band e il regista.

## Tracce
1. A Question of Lust (Album Version) – 4:20 (Martin L. Gore)
2. Christmas Island (Single Version) – 4:50 (Martin L. Gore, Alan Wilder)

## Formazione
Hanno partecipato alle registrazioni, secondo le note di copertina di Black Celebration:
Gruppo
- Alan Wilder – strumentazione, voce
- Andrew Fletcher – strumentazione, voce
- David Gahan – strumentazione, voce
- Martin Gore – strumentazione, voce principale

Produzione
- Depeche Mode – produzione
- Gareth Jones – produzione
- Daniel Miller – produzione
- Richard Sullivan – ingegneria del suono (Westside)
- Peter Schmidt – ingegneria del suono (Hansa)
- Tim Young – mastering
- M. Atkins – illustrazione
- D. A. Jones – illustrazione
- M. Higenbottam – illustrazione
- Brian Griffin – fotografia copertina
- Stuart Graham – assistenza alla fotografia

## Classifiche
| Classifica (1986) | Posizione massima |
| ----------------- | ----------------- |
| Belgio (Fiandre)  | 32                |
| Finlandia         | 15                |
| Francia           | 57                |
| Germania          | 8                 |
| Irlanda           | 13                |
| Paesi Bassi       | 19                |
| Regno Unito       | 28                |
| Svezia            | 17                |
| Svizzera          | 12                |